# Георги Чанков
 Тази статия е за политика.  За професора вижте Георги Чанков (професор).  
Георги Чанков Иванов, с псевдоними Хубенов и Стойчев, е български политик от БКП.
Той е член на Централния комитет на БКП и на Политбюро на ЦК на БКП, секретар на ЦК на БКП, заместник-председател на Министерския съвет и министър.
Участва в комунистическото съпротивително движение по време на Втората световна война: политкомисар на I въстаническа оперативна зона на Народоосвободителната въстаническа армия (НОВА), партизанин от Втора софийска народоосвободителна бригада.

## Биография

### Произход и ранни години
Роден е на 24 декември 1909 г. в с. Мокрен, Сливенско в семейство на бежанци от село Голям Дервент, Западна Тракия (днес в Гърция). Завършва основното си образование в Стара Загора.
Започва работа едва 14-годишен. Работи като металоработник, месингар и шлосер. Става член на Работническия младежки съюз (1927) и член на неговия Окръжения комит в Стара Загора (1928).
Участва в организирането на стачка в креватната фабрика „Братя Стоеви“ в с. Кирилово, Старозагорско през 1929 г. с искане за еднакъв 8-часов работен ден за всички работници (селските се трудели по 12 часа, а градските по 8), заради което е бит от полицията. Член е на БРП (т.с.) от 1930 г.
По решение на Централния комитет на БРП (т.с.) заминава да учи в Международната ленинска школа в Москва през 1931 г.

### Партиен функционер до 1944 г.
Връща се в България в края на 1932 г. и е избран за секретар на ЦК на Българския комунистически младежки съюз (БКМС). През 1933 – 1934 г. заедно с Райко Дамянов взема активно участие в подготовката и провеждането на стачката на текстилните работници в Сливен, заради което е арестуван и след бягството му от полицейския участък задочно е осъден на 10 години затвор. 
Изпратен е отново в Москва като представител на БКМС в Комунистическия интернационал на младежта през септември 1934 г. Участва в 7-ия конгрес на Комунистическия интернационал и 6-ия конгрес на КИМ през август 1935 г.
Връща се отново в България, за да участва в сливането на дейността на Комсомола и Работническия младежки съюз (РМС). Обединението на 2-те организации приключва през 1938 г., като Георги Чанков не е включен в ЦК на РМС, защото е нелегален, но участва в заседанията, за да се осигури приемственост.
През април 1939 г. от затвора излиза Йорданка Чанкова, с която живее на семейни начала от 1933 г. Докато се снабдяват с документи, необходими за оформянето на официален брак, на 15 август 1939 г. полицията блокира квартирата им и ги арестува. Венчават се в църквата на Софийския централен затвор. На последвалия процес съпругата му е освободена (ЗЗД не преследва роднини, които укриват свои близки). Георги Чанков с допълнителна нова присъда от 1 година за ползване на чужди документи, е изпратен в Сливенския затвор, после преместен в Плевенския и накрая в затворническия лагер до хасковското село Динево. По време на 3,5-годишния си престой в затворите е избран в ръководството на затворническата комунистическа организация. Заедно с Райко Дамянов и Георги Михов ръководят импровизиран затворнически съд, който подготвя новоарестуваните политически затворници да се защитават пред военно-полевите съдилища. Благодарение на тази подготовка много от обвинените получават по-леки присъди. Успява да избяга от лагера в Динево през февруари 1943 година.
В края на март 1943 г. е определен за секретар на Окръжния комитет на БРП (т.с.) в София. Между април-май 1943 г. е политкомисар на I Въстаническа оперативна зона на НОВА. През април 1944 г. се отправя в партизанската база на Трънския отряд при село Кална на югославска територия. На 3 май 1944 г. по решение на Политбюро замества Боян Българанов за поддържане на връзките с Югославската комунистическа партия. Участва в похода на Втора софийска народоосвободителна бригада от Кална към Западна Стара планина и в битката при Батулия на 23 май 1944 г. Заедно с Веселин Георгиев се измъкват от обкръжението благодарение на факта, че войниците, изпратени срещу тях, се преструват, че не ги забелязват и ги заобикалят.. След няколкодневен преход, като се укриват, успяват да стигнат до София.

### Партиен функционер след 1944 г.
Произведен е в звания:
- полковник на 11 септември 1944 г. (Царска заповед № 116 от 11.09.1944 г.) и
- генерал-лейтенант на 18 ноември 1952 г. (Указ № 461 от 18.11.1952 г.)[2].

Член е на Политбюро на ЦК на БРП (к.) от 1944 г. (точната дата не е известна, тъй като тогава не са се водили протоколи) до 17 юли 1957 г. Едновременно с това от септември 1944 до 25 януари 1954 г. е и секретар на ЦК на БКП по организационните въпроси. На този пост ръководи под преките указания на Георги Димитров масираното разрастване и реорганизиране на БКП в управляваща партия. От 13 ноември 1950 до 17 юли 1957 г. е заместник-председател и после първи заместник-председател на Министерския съвет.
През лятото на 1949 година, когато лидерът на БКП Георги Димитров вече е тежко болен, Чанков и Вълко Червенков се срещат с Йосиф Сталин, който им дава указания за новата организация на ръководството на партията. След смъртта на Димитров през юли 1949 година Чанков е сред основните претенденти за поста му, наред с Васил Коларов, Вълко Червенков и Антон Югов, но е взето решение ръководството на партията да е до голяма степен колективно и да действа под преките напътствия на Йосиф Сталин. За първи секретар на ЦК е избран Червенков, а за втори секретар – Чанков. През следващите месеци, след смъртта на Коларов, Червенков успява да се наложи като ръководител на партията.
През 1954 година, когато под съветски натиск Червенков е принуден да се откаже от поста си на първи секретар на Централния комитет, Чанков оказва важна подкрепа за избирането на този пост на Тодор Живков, който започва партийната си кариера като негов подчинен в софийския окръжен комитет.

### Дипломат и стопански деец
След като през 1956 година Тодор Живков окончателно изтласква Червенков като партиен лидер, през следващите години той систематично елиминира повечето дотогавашни влиятелни фигури в партийното ръководство, заменяйки ги с лоялни лично към него функционери, като сред първите отстранени с висок ранг е Георги Чанков. Още през декември 1956 г. е отстранен от ръководството на Държавната планова комисия и остава в правителството като вицепремиер без портфейл. На свикания през 1957 г. Юлски пленум на Централния комитет министър-председателят Антон Югов изнася доклад, в който го обвинява във фракционна дейност и провеждане на линия, насочена против партийната политика. Самият Живков го определя като „много опасен..., ограничен човек, много труден и самонадеян“. Обвинен е и за икономическите проблеми в страната, включително т.нар. „продоволствен курс“, като е отстранен от Политбюро и правителството.
Назначен е за инвестиционен директор на Циментовия завод в Девня през 1957 г. Става директор на Държавното земеделско стопанство в Свищов през 1959 г. Поради влошеното здравословно състояние временно се пенсионира от 1960 г. От 1966 до 1967 г. е дипломат с ранг пълномощен министър в Посолството на България в Бразилия. След завръщането си до 1969 г. е заместник-директор на обществени начала (без възнаграждение) в търговското дружество „Булет“ (преименувано по-късно на „Интеркомерс“), където отговоря за капиталното строителство. Посланик е в Белгия от 1970 до 1973 г.
Реабилитиран е след решение на Политбюро на ЦК и на Бюрото на Централната контролно-ревизионна комисия на 8 януари 1990 г. Умира в София на 1 юли 2004 г.

## Семейство
Първата му съпруга Йорданка Чанкова (с псевдоним Катя) загива по време на съпротивителното движение край село Елешница на 31 май 1944 г.
През 1946 г. се оженва за Савка Чанкова (по баща Попйорданова), от която има 2 дъщери: Светлана (1948 – 2000) и Катя (1952).